# Coffee and Cigarettes
Coffee & Cigarettes es una película independiente del año 2003, dirigida por Jim Jarmusch. La película consiste en once historias cortas que parten de tomar café y fumar cigarrillos como argumento en común. Con apariciones destacadas como Roberto Benigni, Steve Buscemi, Alfred Molina, Bill Murray, y músicos como Jack White y  Meg White (del grupo The White Stripes), Tom Waits e Iggy Pop, entre otros.

## Sinopsis
La película está compuesta de pequeñas historias cortas filmadas en blanco y negro en las que se puede ver a los personajes discutiendo y hablando sobre temas cotidianos, con el fin en común de tomar café y fumar.